# MŽRKL liga 2015./16.
MŽRKL liga za 2015./16. je petnaesto izdanje Međunarodne ženske regionalne košarkaške lige. Sudjeluje jedanaest klubova iz šest država. Natjecanje je prvi put osvojila Budućnost Bemax iz Podgorice.

## Sistem natjecanja
U prvom dijelu natjecanja jedanaest klubova igra u dvije skupine dvokružno (jedna skupina sa šest klubova, a druga s 5 klubova). Iz svake skupine tri najbolje momčadi prolaze u Superligu (također i pod nazivom Liga 6), gdje uz prenesene međusobne utakmice iz grupe igraju još šest utakmica protiv klubova iz druge grupe, te na temelju rezultata iz tih deset utakmica četiri najbolje momčadi prolaze na završni turnir (Final Four). 

Klubovi plasirani na pozicijama 4. i 5. grupama u prvom dijelu natjecanja razigravaju ukupno za plasman od 7. i 10. mjesta.

## Sudionici
- Play Off Happy, Sarajevo
- Čelik, Zenica
- Budućnost Bemax, Podgorica
- Kvarner, Rijeka
- Medveščak, Zagreb
- Trešnjevka 2009, Zagreb
- Badel 1862, Skoplje
- Athlete, Celje
- Grosuplje, Grosuplje
- Triglav, Kranj
- Radivoj Korać, Beograd

## Ljestvice i rezultati

### Prvi dio
- plasirali se u Superligu 

| mj. | klub           | ut. | pob. | por. | koš+ | koš- | bod. |
| --- | -------------- | --- | ---- | ---- | ---- | ---- | ---- |
| 1.  | Radivoj Korać  | 10  | 10   | 0    | 778  | 568  | 20   |
| 2.  | Medveščak      | 10  | 7    | 3    | 693  | 641  | 17   |
| 3.  | Triglav        | 10  | 6    | 4    | 679  | 677  | 16   |
| 4.  | Grosuplje      | 10  | 4    | 6    | 639  | 612  | 14   |
| 5.  | Play off Happy | 10  | 3    | 7    | 677  | 706  | 13   |
| 6.  | Badel 1862     | 10  | 0    | 10   | 529  | 786  | 10   |

| mj. | klub            | ut. | pob. | por. | koš+ | koš- | bod. |
| --- | --------------- | --- | ---- | ---- | ---- | ---- | ---- |
| 1.  | Budućnost Bemax | 8   | 8    | 0    | 598  | 506  | 16   |
| 2.  | Kvarner         | 8   | 6    | 2    | 562  | 488  | 14   |
| 3.  | Čelik           | 8   | 3    | 5    | 521  | 520  | 11   |
| 4.  | Athlete Celje   | 8   | 3    | 5    | 599  | 582  | 11   |
| 5.  | Trešnjevka 2009 | 8   | 0    | 8    | 443  | 627  | 8    |

### Superliga
- plasirali se na Final four
| mj. | klub            | ukupan rezultat u Superligi (uključuje prenesene utakmice) | ukupan rezultat u Superligi (uključuje prenesene utakmice) | ukupan rezultat u Superligi (uključuje prenesene utakmice) | ukupan rezultat u Superligi (uključuje prenesene utakmice) | ukupan rezultat u Superligi (uključuje prenesene utakmice) | ukupan rezultat u Superligi (uključuje prenesene utakmice) |    | rezultat ostvaren u Superligi | rezultat ostvaren u Superligi | rezultat ostvaren u Superligi | rezultat ostvaren u Superligi | rezultat ostvaren u Superligi |
| mj. | klub            | ut                                                         | pob.                                                       | por.                                                       | koš+                                                       | koš-                                                       | bod.                                                       | ut | pob.                          | por.                          | koš+                          | koš-                          |                               |
| --- | --------------- | ---------------------------------------------------------- | ---------------------------------------------------------- | ---------------------------------------------------------- | ---------------------------------------------------------- | ---------------------------------------------------------- | ---------------------------------------------------------- | -- | ----------------------------- | ----------------------------- | ----------------------------- | ----------------------------- | ----------------------------- |
| 1.  | Budućnost Bemax | 10                                                         | 9                                                          | 1                                                          | 665                                                        | 600                                                        | 19                                                         | 6  | 5                             | 1                             | 386                           | 357                           |                               |
| 2.  | Radivoj Korać   | 10                                                         | 6                                                          | 4                                                          | 701                                                        | 655                                                        | 16                                                         | 6  | 2                             | 4                             | 387                           | 425                           |                               |
| 3.  | Medveščak       | 10                                                         | 5                                                          | 5                                                          | 574                                                        | 576                                                        | 14 (-1)                                                    | 6  | 4                             | 2                             | 336                           | 306                           |                               |
| 4.  | Kvarner         | 10                                                         | 4                                                          | 6                                                          | 600                                                        | 623                                                        | 14                                                         | 6  | 2                             | 4                             | 361                           | 371                           |                               |
| 5.  | Čelik           | 10                                                         | 4                                                          | 6                                                          | 599                                                        | 602                                                        | 14                                                         | 6  | 4                             | 2                             | 360                           | 340                           |                               |
| 6.  | Triglav         | 10                                                         | 2                                                          | 8                                                          | 606                                                        | 689                                                        | 12                                                         | 6  | 1                             | 5                             | 345                           | 376                           |                               |

### Razigravanje za 7. – 10. mjesto
Igrano kroz dvije utakmice (doma i u gostima, na ukupnu koš-razliku)
| klub1          | klub2           | 1. ut        | 2. ut        |
| za 7. mjesto   | za 7. mjesto    | za 7. mjesto | za 7. mjesto |
| -------------- | --------------- | ------------ | ------------ |
| Grosuplje      | Athlete Celje   | 73:72        | 64:83        |
|                |                 |              |              |
| za 9. mjesto   |                 |              |              |
| Play off Happy | Trešnjevka 2009 | 81:63        | 87:50        |

### Završni turnir
Final four koji se održava 12. i 13. ožujka 2016. u Podgorici u dvorani SC Morača.
| klub1           | rez.          | klub2           |
| poluzavršnica   | poluzavršnica | poluzavršnica   |
| --------------- | ------------- | --------------- |
| Radivoj Korać   | 61:63         | Medveščak       |
| Budućnost Bemax | 70:57         | Kvarner         |
|                 |               |                 |
| za 3. mjesto    |               |                 |
| Radivoj Korać   | 63:41         | Kvarner         |
|                 |               |                 |
| za pobjednika   |               |                 |
| Medveščak       | 58:74         | Budućnost Bemax |

## Wikipoveznice
- Hrvatska A-1 liga 2015./16.

## Vanjske poveznice i izvori
- službene stranice
- mzrkl.org, raspored MŽRKL 2015./16.,  Arhivirana inačica izvorne stranice od 11. siječnja 2014. (Wayback Machine), pristupljeno 21. veljače 2016.
- mzrkl.org, ljestvice skupina MŽRKL 2015./16.,  Arhivirana inačica izvorne stranice od 11. siječnja 2014. (Wayback Machine) pristupljeno 21. veljače 2016.
- eurobasket.com, MŽRKL 2015./16. pristupljeno 21. veljače 2016.
- srbijasport.net, MŽRKL 2015./16., Skupina A, pristupljeno 21. veljače 2016.
- srbijasport.net, MŽRKL 2015./16., Skupina B, pristupljeno 21. veljače 2016.
- srbijasport.net, MŽRKL 2015./16., Superliga, pristupljeno 21. veljače 2016.
- srbijasport.net, MŽRKL 2015./16., Final Four, pristupljeno 20. ožujka 2016.
- srbijasport.net, MŽRKL 2015./16., razigravanje za 7.-10. mjesta, pristupljeno 21. veljače 2016.